# Вітковський Іван Петрович
Іва́н Петро́вич Вітко́вський (9 жовтня 1914 , Борівка, Подільська губернія  — 23 вересня 1996 , Київ ) — радянський офіцер, льотчик, Герой Радянського Союзу.

## Біографія
Іван Вітковський народився 9 жовтня 1914 року в селі Борівці (нині Чернівецького району Вінницької області) у сім'ї робітника. Українець. Закінчив середню школу, три курси механіко-технологічного технікуму та робітфак.
У 1936 році призваний до лав Червоної Армії. У 1938 році закінчив Одеське військове авіаційне училище льотчиків. У боях німецько-радянської війни з лютого 1943 року. Воював на Північно-Західному, Брянському, 1-му і 2-му Прибалтійських, 1-му і 3-му Білоруських фронтах. Член ВКП(б) з 1943 року. До вересня 1944 року командир ескадрильї 66-го гвардійського винищувального авіаційного полку (4-та гвардійська винищувальна авіаційна дивізія, 1-й гвардійський винищувальний авіаційний корпус, 3-тя повітряна армія) гвардії майор І. П. Вітковський здійснив 112 бойових вильотів, у повітряних боях особисто збив 15 літаків противника.

Могила Івана Вітковського (станом на 2012 рік)

Указом Президії Верховної Ради СРСР від 23 лютого 1945 року за мужність і героїзм, проявлені в повітряних боях з німецько-фашистськими загарбниками гвардії майору Івану Петровичу Вітковському присвоєно звання Героя Радянського Союзу з врученням ордена Леніна і медалі «Золота Зірка» (№ 5314).
Всього за роки війни І. П. Вітковський здійснив 357 бойових вильотів, у 148 повітряних боях збив 22 літаки.
До 1950 року гвардії підполковник І. П. Вітковський продовжував службу у Військово-повітряних силах СРСР. У 1959 році закінчив історико-філософський факультет Київського державного університету ім. Т. Г. Шевченка. Жив у Києві. Працював директором, вчителем історії в середній школі № 143.
Помер на 82-му році життя 23 вересня 1996 року. Похований разом із родиною на Байковому кладовищі (ділянка № 27, 50°25′2.60″ пн. ш. 30°30′27.10″ сх. д. / 50.4173889° пн. ш. 30.5075278° сх. д.).

## Нагороди
Також нагороджений чотирма орденами Червоного Прапора (02.08.1943, 13.03.1944, 10.07.1944, 10.09.1944), двома орденами Вітчизняної війни 1-го ступеня (27.12.1944, 06.04.1985), медалями.